# دي هافيلاند كندا دي إتش سي -2 بيفر
دي هافيلاند كندا دي إتش سي -2 بيفر (de Havilland Canada DHC-2 Beaver) هي طائرة بمحرك واحد ذات أجنحة عالية مدفوعة بمروحة قصيرة إقلاع وهبوط قصير (STOL) تم تطويرها وتصنيعها بواسطة دي هافيلاند كندا. وقد تم تشغيلها بشكل أساسي كطائرة أدغال وتم استخدامها لأداء مجموعة متنوعة من الأدوار المنفعية، مثل نقل البضائع والركاب، والأغراض الزراعية، ومهام الطيران المدني.

## المشغلون

### مدني
شرطة الخيالة الكندية الملكية و حرس الحدود الفنلندي .

### المشغلون العسكريون
الأرجنتين
- سلاح الجو الأرجنتيني

 أستراليا

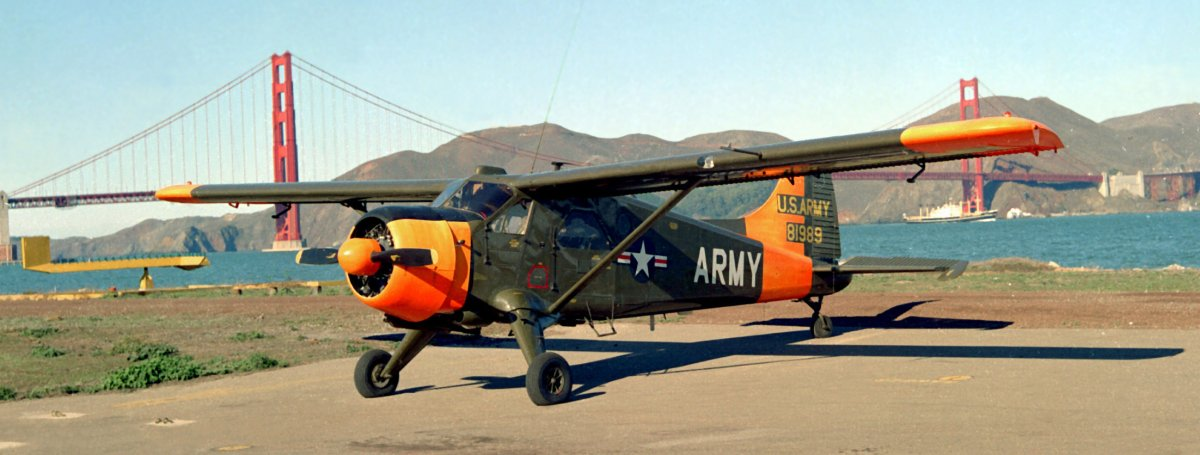
U.S. Army example

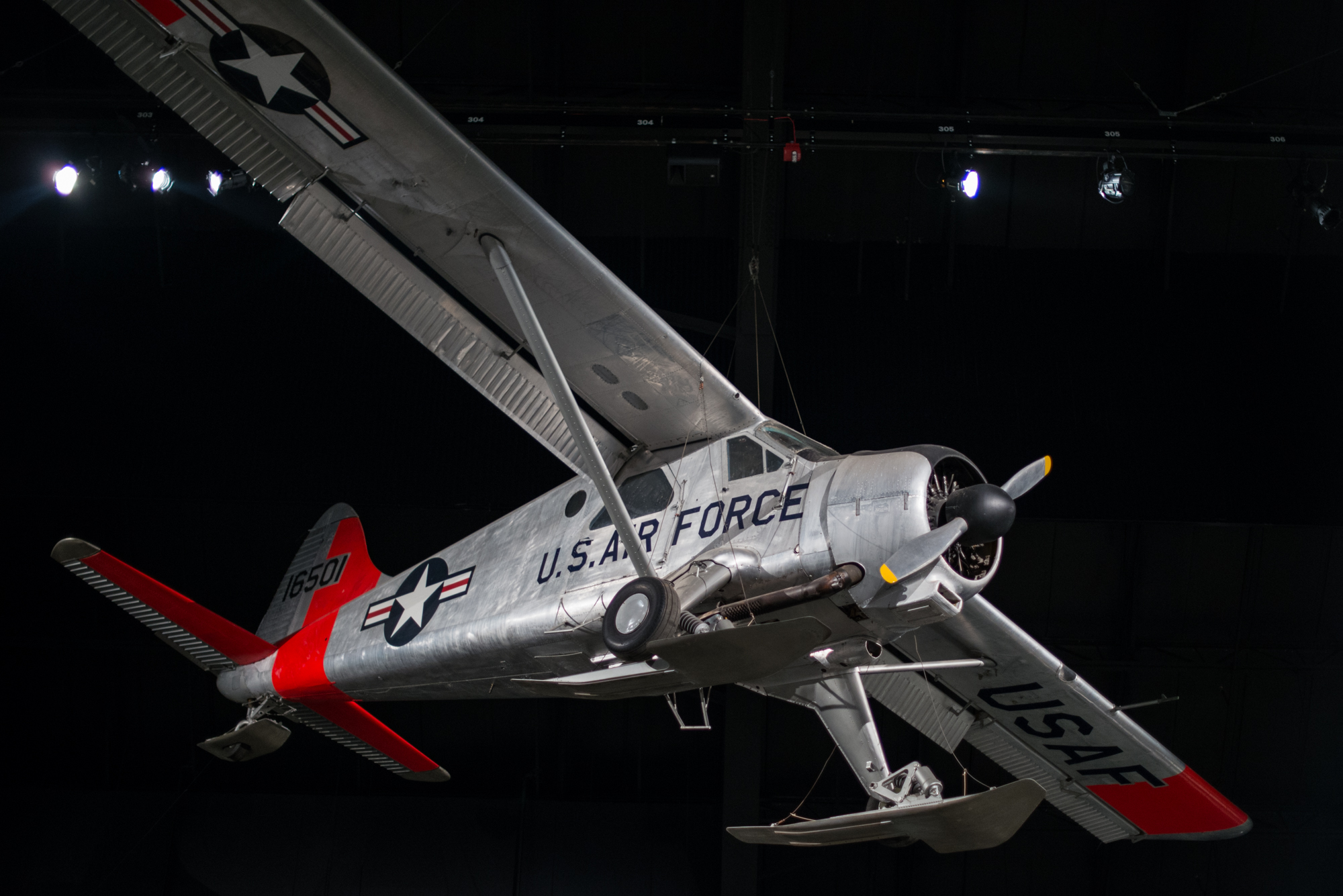
U-6A Beaver at the National Museum of the United States Air Force

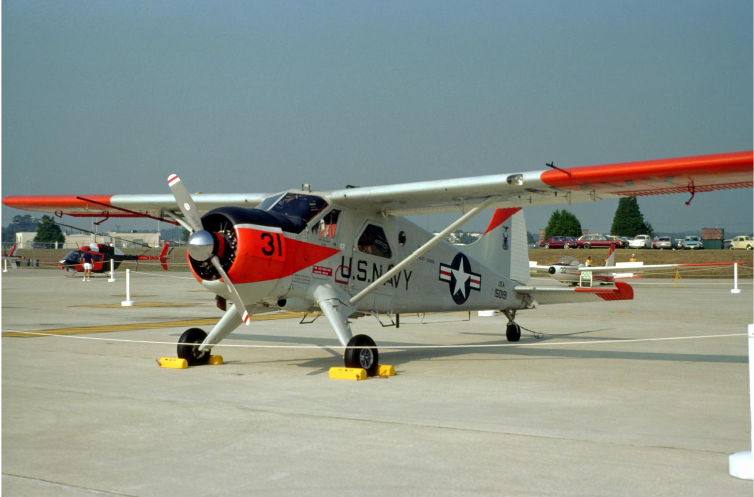
U-6A Beaver aircraft on display

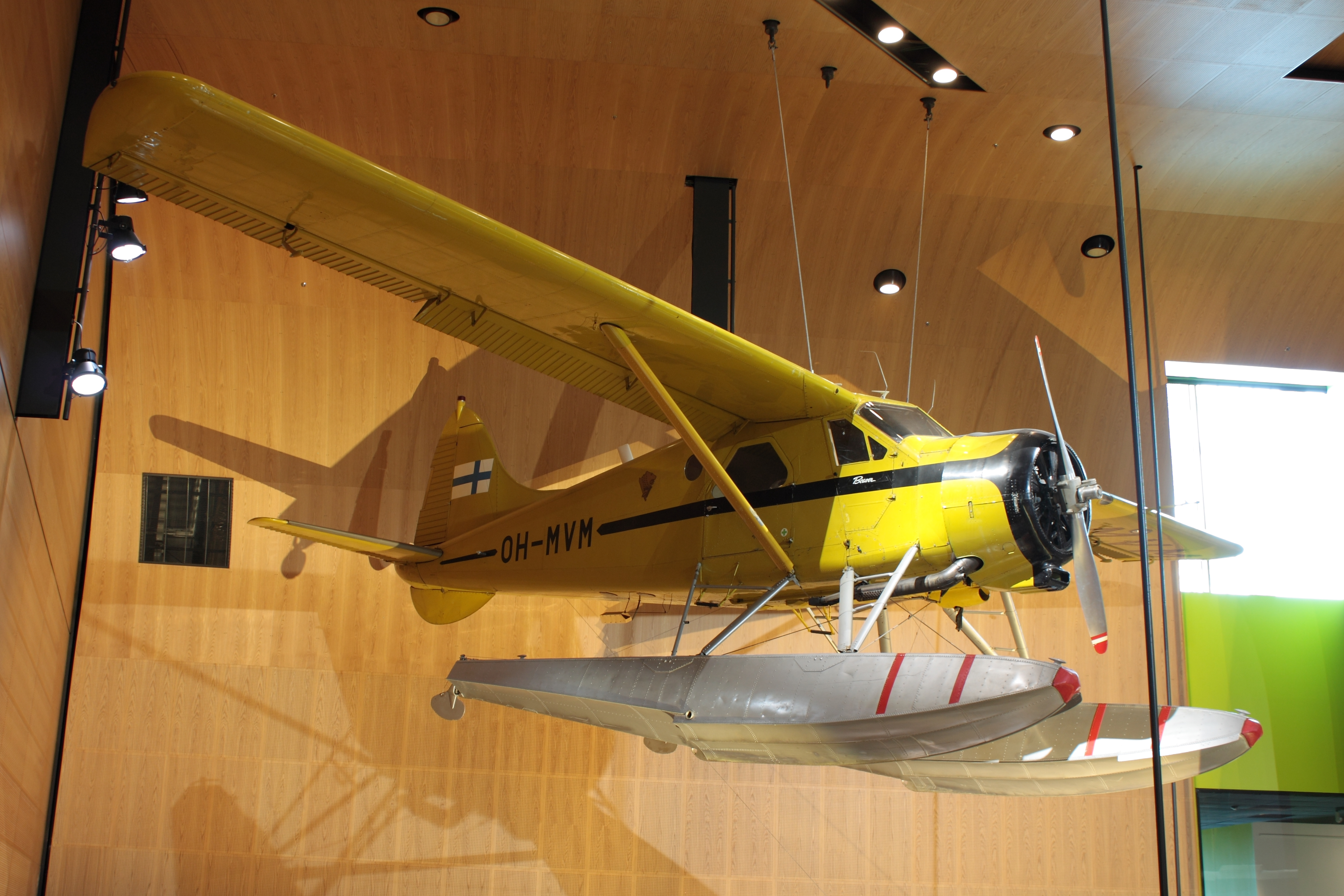
DHC-2 Beaver OH-MVM in Maritime Centre Vellamo in Kotka, Finland

- القوات الجوية الملكية الأسترالية – Five in service 1955–1964.
  - Antarctic Flight RAAF
  - No. 1 Air Trials Unit

 النمسا
- سلاح الجو (النمسا)

 بورما
- Burma Air Force

 كمبوديا
- Royal Cambodian Air Force – received three L-20s from the United States in the late 1950s.[3]

 تشيلي
- سلاح الجو التشيلي

 تايوان
- القوات الجوية التايوانية

 كولومبيا
- القوات الجوية الكولومبية

 كوبا
- Cuban Air Force

 جمهورية الدومينيكان
- Dominican Air Force

 فنلندا
- القوات الجوية الفنلندية
- حرس الحدود الفنلندي

 فرنسا
- القوات الجوية الفرنسية

 غانا
- القوات الجوية الغانية

 اليونان
- القوات الجوية اليونانية
- الجيش اليوناني

 هايتي
- Haiti Air Corps

 إندونيسيا
 إيران
- تاريخ القوات الجوية الإيرانية

 كينيا
- Kenya Air Force (in operation 1964–1983)

 لاوس
- Royal Lao Air Force

 هولندا
- سلاح الجو الملكي الهولندي

 نيوزيلندا
- القوات الجوية الملكية النيوزيلندية

 عُمان
- سلاح الجو السلطاني العماني

 بنما
- Panamanian Public Forces

 باراغواي
- Paraguayan Air Force 4 U-6A donated by MAP in 1975

 بيرو
- القوات الجوية البيروفية

 الفلبين
- القوات الجوية الفلبينية[4]
- Philippine Navy[بحاجة لمصدر]

 اتحاد الجنوب العربي
- Federation of South Arabian Air Force

 كوريا الجنوبية
- سلاح الجو الكوري الجنوبي[5]

 South Vietnam
- قوات فيتنام الجنوبية الجوية

 South Yemen
- South Yemen Air Force

 تايلاند
- الجيش الملكي التايلاندي

 تركيا
- القوات البرية التركية

 أوغندا
 المملكة المتحدة
- Army Air Corps acquired 46 Beavers.[6]
  - محمية عدن, 15 Flight A.A.C (7 Beavers operating from Falaise airfield Little Aden)

 الولايات المتحدة
- Civil Air Patrol
- القوات البرية للولايات المتحدة
- القوات الجوية الأمريكية[7]
- بحرية الولايات المتحدة[8]

 يوغوسلافيا
- القوات الجوية اليوغوسلافية  [لغات أخرى]‏

 زامبيا
- القوات الجوية الزامبية

## مواصفات (DHC-2)
مصدر البيانات: The Encyclopedia of World Aircraft, BAE Systems
الخصائص العامة
- طاقم العمل: 1
- السعة: 6 passengers, 2,100 lb (953 kg) useful load
- الطول: 30 قدم 3 إنش (9.22 م)
- طول الجناح: 48 قدم 0 إنش (14.63 م)
- الأرتفاع: 9 قدم 0 إنش (2.74 م)
- منطقة الجناح: 250 قدم2 (23.2 م2)
- الوزن الفارغ: 3,000 رطل (1,361 كجم)
- الوزن الإجمالي: 5,100 رطل (2,313 كجم)
- المحرك: 1 × برات آند ويتني آر-985 واسب جونيور Wasp Jr. radial engine, 450 حصان (336 كيلو وات) لكل

الأداء
- السرعة القصوى: 158 ميل/ساعة (255 كم/س)
- سرعة الأنطلاق: 143 ميل/ساعة (230 كم/س)
- المدى: 455 ميل (732 كم)
- الحد الأقصى للخدمة: 18,000 قدم (5,486 م)
- معدل الصعود: 1,020 قدم / دقيقة (5.2 م/ث)

### قائمة المراجع
- http://www.bbc.com/news/world-australia-42561706.
- Donald, David, ed. The Encyclopedia of World Aircraft. Etobicoke, Ontario: Prospero Books, 1997. (ردمك 1-85605-375-X).
- Harnden, Toby.Bandit Country: The IRA and South Armagh. Philadelphia, PA: Coronet Books, 2000. (ردمك 0-340-71737-8).
- Grandolini, Albert. "L'Aviation Royals Khmere: The first 15 years of Cambodian military aviation". Air Enthusiast, Thirty-seven, September–December 1988. pp. 39–47. ISSN 0143-5450.
- Hotson, Fred W. The de Havilland Canada Story. Toronto: CANAV Books, 1983. (ردمك 0-07-549483-3).
- Lambert, Mark. Jane's All the World's Aircraft 1990–91. Coulsdon, UK: Jane's Defence Data, 1990. (ردمك 0-7106-0908-6).
- Pither, Tony. Airline Fleets 2008. Staplefield, West Sussex, UK: Air-Britain (Historians) Ltd, 2008. (ردمك 978-0-85130-390-1).
- Rossiter, Sean. The Immortal Beaver: The World's Greatest Bush Plane. Vancouver: Douglas & McIntyre, 1999. (ردمك 1-55054-724-0).
- Swanborough, Gordon and بيتر إم. باورز. United States Navy Aircraft since 1911. London: Putnam, 1976. (ردمك 0-370-10054-9).
- Taylor, John W. R. Jane's All the World's Aircraft 1966–1967. London:Sampson Low, Marston and Company, 1966.
- Taylor, John W.R. Jane's All the World's Aircraft 1973–1974. London:Jane's Yearbooks, 1973. (ردمك 0-354-00117-5)

## روابط خارجية
- de Havilland DHC-2 Beaver website by Neil Aird
- de Havilland Canada DHC-2 Beaver at the Canada Aviation and Space Museum
- "Plush Job For The Bush", November 1949, Popular Science